# عیال ناصر
عیال ناصر (به عربی: عیال ناصر) یک محله در امارات متحده عربی است که در قلب دیره که در شرق شیخ‌نشین دبی است، واقع شده‌است.